# Малий Калтай
Малий Калта́й (рос. Малый Калтай) — село у складі Залісовського округу Алтайського краю, Росія.

## Населення
Населення — 132 особи (2010; 164 у 2002).
Національний склад (станом на 2002 рік):
- росіяни — 56 %
- мордовці — 40 %